# 地穿山甲属
地穿山甲屬（Smutsia）是穿山甲科下的一個屬，有兩種現存物種。

## 下属物种
本属包括以下物种：
- 大穿山甲 Smutsia gigantea
- †奥尔特茨地穿山甲 Smutsia olteniensis Terhune, Gaudin, Curran & Petculescu, 2021[2]
- 南非穿山甲 Smutsia temminckii